# エル特急

エル特急マーク

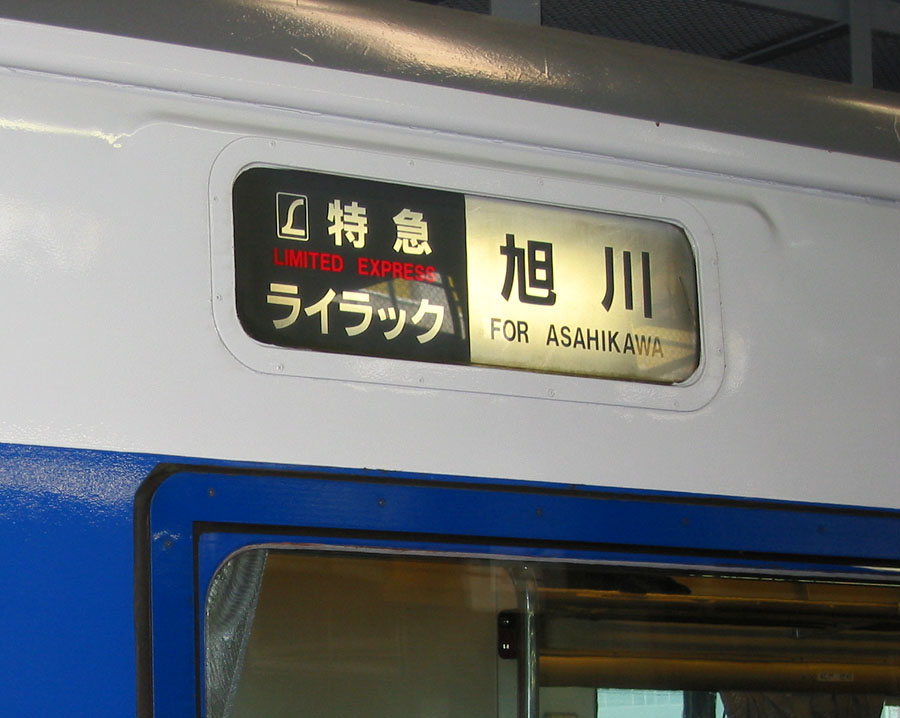
エル特急の方向幕上の表示の例
（JR北海道 781系）

エル特急、L特急（エルとっきゅう）とは、日本国有鉄道（国鉄）から、かつて使われていた昼行で運行本数の多い在来線の特別急行列車（特急）の愛称である。特急料金は特急と同額。
「数（かず）自慢、かっきり発車、自由席」をコンセプトとし、特徴としては以下とされていた。時刻表においてもエル特急マークが付けられた。
- 発車時間を揃えている（ネットダイヤ編成）[1]
- 自由席を備えており予約不要[1]
- 利用率が高い[1]

## 歴史

### 日本国有鉄道
1972年（昭和47年）、国鉄は山陽新幹線の建設遅延や国会の混乱による運賃値上げ案が審議未了で承認に至らなかった事を背景として減収を補う営業収入確保の必要性が高まり、1970年（昭和45年）に開催された日本万国博覧会に向けて増備された車両を用いた特急列車の増発や当時世界最大級の新座席予約システム「マルス105」を用いた販売力の増強による新商品開発を行う事となり、イギリス国鉄の長距離特急旅客サービス「インターシティーサービス」（en）に範を取り開発された。「120分間隔以内の等時隔のネットダイヤ」「自由席車両を用意する」「始発駅を0分・30分発など発車時刻を極力統一する」「途中停車駅を統一または数パターンに揃える」といった商品特性で新たなイメージ戦略を図るべく開発された。
「エル特急」の名称が初めて登場したのは、国鉄時代の1972年10月2日のダイヤ改正である。このダイヤ改正では白新線・羽越本線の電化が完了し、米原駅 - 青森駅間のいわゆる日本海縦貫線の全線電化が実現した。同年3月15日のダイヤ改正における山陽新幹線の新大阪駅 - 岡山駅間と合わせて全国特急網が完成したことを機に、昼間毎時同分に発着する9種（関東地区6種、山陽地区3種）の在来線特急列車にニックネームとして冠したのが始まりである。ただし、この年の10月号の日本交通公社（現在のJTB）発行時刻表には「エル特急」の記載はなく、11月号からになった。
名称の「L」には特に意味はなく、Limited Express（特急） やLiner（直行便） 、あるいはLucky, Lovely, Light の頭文字を取った物、「Liner」に人々に可愛がってもらえる「Little」の意味を合わせた命名とされた。またシンボルマークは新幹線と同等のサービスを在来線で実現させる事をイメージしてアルファベットの「L」を新幹線0系電車のシルエットに似せた形とした。
まだ一般的に都市間輸送は急行列車が主力をなし、数少ない特急列車は全席指定が原則だった時代に特急のダイヤをパターン化して自由席を設置したり、更に自由席特急券つき回数券を販売したりして、特急大衆化に努めようという画期的な試みであり、毎時ゼロ分など等間隔の始発駅出発や自由席の選択可能な列車を一日複数本運転する形として運行。国鉄らしからぬソフトなネーミングも受け、その呼称をつけた特急はその後も増加し、例えばゴーサントオとのちに称された1978年（昭和53年）10月2日実施のダイヤ改正では25種、最盛期の昭和50年代後半には30種以上を数えるまでに成長し新幹線に並ぶ利益率を誇った。
元々「エル特急」という呼称自体に明確な定義がなかった事に加え、その後一部例外を除いてほぼすべての特急に自由席が設けられたり、全国的に急行が大幅に削減されて特急に編入されたり、新幹線の延伸により並行在来線の特急が廃止となるケースが増えたりする等様々な影響により、徐々に本数の多い特急にあえてこの呼称を与える意義が薄れてゆく。利用者からも「普通の特急とエル特急は料金も異なるのか」といった疑問も寄せられ、列車種別として区別すること自体への否定的見解も多くなっていた。

### 国鉄民営化後
特に、1987年（昭和62年）4月1日の国鉄分割民営化後は各会社間でその呼称に対する解釈の食い違いが目立った。例として「白山」の様に運行終了に近い1990年代には1往復しかないのにエル特急に分類されたり、速達列車を強調するための「スーパー○○」の本数が多いのにもかかわらずエル特急でなくなったりするケースも出てきた。また関西空港連絡特急「はるか」は1998年（平成10年）12月以降に自由席が設定されたが、運行本数が多いにも関わらずエル特急指定をされていない。
こうした風潮の中で東日本旅客鉄道（JR東日本）では「特急」との区別が分かりにくいということで、2002年（平成14年）12月1日のダイヤ改正により東海旅客鉄道（JR東海）から乗り入れる「しなの」を除いて自社内で運行しているすべてのエル特急の呼称を廃止し「特急」に改称した。
九州旅客鉄道（JR九州）では新しく設定された列車であっても、積極的にエル特急の呼称を使用していたが、これは系統分割・愛称の変更によるものであった。そのため基本的には旧国鉄時代に新幹線接続電車特急としてエル特急指定を受けた列車は引続き運転されていたが、JR時刻表・JTB時刻表の2008年7月号よりその呼称を廃止し、案内上でも使用を停止した。同様に西日本旅客鉄道（JR西日本）でも「しらさぎ」およびJR東海から乗り入れる「しなの」「ひだ」を除きJR・JTB両時刻表の2010年3月号からエル特急表記が消え、四国旅客鉄道（JR四国）でも2011年（平成23年）3月12日のダイヤ改正でエル特急の呼称を廃止した。
北海道旅客鉄道（JR北海道）では道内完結の列車について、「特別急行 = 気動車特急・長距離・基本的にグリーン車連結・指定席中心（自由席が少ない）」「エル特急 = 電車特急・短中距離・自由席中心（指定席はuシート車1両のみ）」という区別が守られ、エル特急は特急列車の中でも下位種別的な意味合いで使われてきた。

## 終焉
JR北海道では2017年（平成29年）3月4日のダイヤ改正による道北方面特急列車再編により、グリーン車を連結した電車特急である「ライラック」の運転が始まることにあわせ、エル特急の名称を冠していた「スーパーカムイ」「すずらん」の両列車からエル特急の名称が外され（併せて「スーパーカムイ」は「カムイ」「ライラック」に名称変更）、エル特急の名称を廃止した。
最後に残ったJR東海もJR東日本・JR西日本に乗り入れる列車を含め、「エル特急」の呼称を使用し続けていたが、2018年（平成30年）3月17日のダイヤ改正をもって廃止、これにより45年続いたエル特急の名称は完全に消えることになった。JR東海での廃止に関しては、1972年（昭和47年）当時は国鉄旅客局営業課長であり、エル特急創設の準備に携わった須田寬相談役が「（特急大衆化の）目的は達成された」との理由で廃止を提案したという。

## 車種に関して
2018年（平成30年）3月17日のダイヤ改正で廃止時点のエル特急は「ひだ」を除いて電車特急（「しらさぎ」・「しなの」）であった。国鉄時代から廃止にいたるまでエル特急の存在した全時代を通して、エル特急はもっぱら電車特急であって、気動車特急でエル特急を名乗る列車は「ひだ」などがあったものの少数派にとどまった。なお、客車特急でエル特急を名乗った列車も一部、臨時の「有明」や「踊り子」などに存在した。
国鉄時代の気動車エル特急のうち、全列車気動車であった例は伯備線が全線電化される1982年（昭和57年）7月1日以前にキハ181系気動車で運行された特急「やくも」および1986年（昭和61年）11月1日ダイヤ改正で指定された特急「しおかぜ」のみである。他には特急「しなの」が中央西線電化後も2年間はキハ181系が2往復のみ残ったケース、「にちりん」のうち、博多駅 - 西鹿児島駅間直通系統の列車1往復が日豊本線全線電化1年後の1980年までキハ80系気動車で存在していたケースのみであった。ただし、「にちりん」のうち、宮崎以北のみの系統は485系で運転されていた。
そのため、1982年（昭和57年）7月1日の「やくも」381系化から、1986年（昭和61年）11月1日のダイヤ改正に伴う「しおかぜ」のエル特急化までは、気動車のエル特急は存在していなかった。
また、1996年（平成8年）3月30日から1997年（平成9年）3月22日の秋田新幹線改軌工事に伴う田沢湖線運休時に1年間だけ暫定運転されたキハ110系気動車の「秋田リレー」がある。この列車群は従前の「たざわ」の代替であることから「エル特急」として設定されたが、結果的にJR東日本が新設した最後の「エル特急」となっていると共に、JR東日本が気動車で設定した唯一無二の定期特急ともなった。

## かつてエル特急指定をされていた列車
網掛け及び太字はエル特急指定解除後も現在まで運転されている列車。エル特急指定解除後もヘッドマークに「L」マークを残したまま運行されている列車も存在する。

### 北海道旅客鉄道（JR北海道）
| 列車名                 | 主要運行区間      | 主要経由線区               | 運行開始日・指定日         | 指定解除日・運行終了日 | 指定事由・解除事由                                                      |
| ---------------------- | ----------------- | -------------------------- | -------------------------- | ---------------------- | ----------------------------------------------------------------------- |
| いしかり               | 札幌駅 - 旭川駅   | 函館本線                   | 1975年7月18日              | 1980年10月1日          | 新設時より指定 運行区間変更による列車名変更                             |
| ライラック             | 室蘭駅 - 旭川駅   | 室蘭本線・千歳線・函館本線 | 1980年10月1日              | 1992年7月1日           | 運行区間変更による列車名変更 運行系統変更による列車名変更               |
| ライラック             | 札幌駅 - 旭川駅   | 函館本線                   | 1992年7月1日               | 2007年10月1日          | 運行系統変更による列車名変更 使用車両性能統一による列車名統一           |
| ホワイトアロー         | 苫小牧駅 - 旭川駅 | 室蘭本線・千歳線・函館本線 | 1986年3月3日 1986年11月1日 | 1990年9月1日           | 増発 使用車両変更による列車名変更                                       |
| スーパーホワイトアロー | 札幌駅 - 旭川駅   | 函館本線                   | 1990年9月1日               | 2007年10月1日          | 使用車両変更による列車名変更 使用車両性能統一による列車名統一           |
| スーパーカムイ         | 札幌駅 - 旭川駅   | 函館本線                   | 2007年10月1日              | 2017年3月4日           | 使用車両性能統一による列車名統一 使用車両運用・列車名変更および会社方針 |
| すずらん               | 室蘭駅 - 札幌駅   | 室蘭本線・千歳線・函館本線 | 1992年7月1日               | 2017年3月4日           | 運行系統変更による列車名変更 会社方針                                   |

### 東日本旅客鉄道（JR東日本）
| 列車名         | 主要運行区間                            | 主要経由線区       | 運行開始日・指定日           | 指定解除日・運行終了日      | 指定事由・解除事由 |
| -------------- | --------------------------------------- | ------------------ | ---------------------------- | --------------------------- | --- |
| はつかり       | 上野駅 - 青森駅                         | 東北本線           | 1958年10月1日 1978年10月2日  | 1982年11月15日              | 自由席設定 東北新幹線（大宮駅 - 盛岡駅間）開業に伴い新幹線接続特急に変更                                                    |
| はつかり       | 盛岡駅 - 青森駅                         | 東北本線           | 1982年11月15日               | 2000年3月11日 2002年12月1日 | 東北新幹線（大宮駅 - 盛岡駅間）開業に伴い新幹線接続特急に変更 使用車両の運用変更                                            |
| ひばり         | 上野駅 - 仙台駅                         | 東北本線           | 1962年4月27日 1972年10月2日  | 1982年11月15日              | 第1次指定 東北新幹線（大宮駅 - 盛岡駅間）開業に伴い列車名を廃止                                                             |
| やまびこ       | 上野駅 - 盛岡駅                         | 東北本線           | 1965年10月1日 1978年10月2日  | 1982年6月23日               | 自由席設定 東北新幹線（大宮駅 - 盛岡駅間）開業に伴い新幹線の列車名に変更                                                    |
| なすの         | 上野駅 - 黒磯駅                         | 東北本線           | 1985年3月14日                | 1990年3月10日 1995年12月1日 | 新特急昇格に際し指定 列車本数減少                                                                                           |
| つばさ         | 上野駅 - 秋田駅                         | 奥羽本線           | 1961年10月1日 1978年10月2日  | 1982年11月15日              | 増発 東北新幹線（大宮駅 - 盛岡駅間）開業に伴い新幹線接続特急に変更                                                          |
| つばさ         | 福島駅 - 秋田駅                         | 奥羽本線           | 1982年11月15日               | 1992年7月1日                | 東北新幹線（大宮駅 - 盛岡駅間）開業により新幹線接続特急に変更 山形新幹線（福島駅 - 山形駅間）開業に伴い新幹線の列車名に変更 |
| やまばと       | 上野駅 - 山形駅                         | 奥羽本線           | 1964年10月1日 1978年10月2日  | 1985年3月14日               | 増発 東北新幹線（上野駅 - 大宮駅間）延伸に伴い列車名廃止                                                                    |
| こまくさ       | 山形駅 - 秋田駅                         | 奥羽本線           | 1992年7月1日                 | 1999年3月12日               | 山形新幹線（福島駅 - 山形駅間）開業に伴い運行系統再編 山形新幹線（山形駅 - 新庄駅間）延伸に伴い運行系統廃止                 |
| たざわ         | 盛岡駅 - 秋田駅                         | 田沢湖線・奥羽本線 | 1982年11月15日               | 1996年3月30日               | 東北新幹線（大宮駅 - 盛岡駅間）開業に伴い新幹線接続特急に変更 秋田新幹線（盛岡駅 - 秋田駅間）工事に伴い運行系統変更         |
| たざわ         | 秋田駅 - 青森駅                         | 奥羽本線           | 1996年3月30日                | 1997年3月22日               | 秋田新幹線（盛岡駅 - 秋田駅間）工事に伴い運行系統変更 列車名変更                                                            |
| 秋田リレー     | 北上駅 - 秋田駅                         | 北上線・奥羽本線   | 1996年3月30日                | 1997年3月22日               | 秋田新幹線（盛岡駅 - 秋田駅間）工事に伴い運行系統変更 秋田新幹線（盛岡駅 - 秋田駅間）開業に伴い運行系統廃止                 |
| いなほ         | 新潟駅 - 酒田駅                         | 白新線・羽越本線   | 1982年11月15日               | 2002年12月1日               | 上越新幹線（大宮駅 - 新潟駅間）開業に伴い新幹線接続特急に変更 会社方針                                                      |
| とき           | 上野駅 - 新潟駅                         | 上越線             | 1962年10月1日 1972年10月2日  | 1982年11月15日              | 第1次指定 上越新幹線（大宮駅 - 新潟駅間）開業に伴い新幹線の列車名に変更                                                     |
| 谷川           | 上野駅 - 水上駅                         | 上越線             | 1982年11月15日 1985年3月14日 | 1997年10月1日               | 新設時より設定 上越新幹線の「たにがわ」と重複するため列車名を「水上」に変更                                                 |
| 水上           | 上野駅 - 水上駅                         | 上越線             | 1997年10月1日                | 2002年12月1日 2010年12月4日 | 列車名の変更にあたり従来の「谷川」の指定を承継 会社方針                                                                     |
| あかぎ         | 上野駅 - 前橋駅                         | 上越線・両毛線     | 1982年11月15日 1985年3月14日 | 2002年12月1日               | 新設時より指定 会社方針 |
| 白根           | 上野駅 - 万座・鹿沢口駅                 | 上越線・吾妻線     | 1982年11月15日               | 1985年3月14日               | 臨時列車から定期列車に変更 新特急指定に伴い列車名を変更                                                                     |
| 草津           | 上野駅 - 万座・鹿沢口駅                 | 上越線・吾妻線     | 1985年3月14日                | 2002年12月1日               | 列車名の変更にあたり従来の「白根」の指定を承継 会社方針                                                                     |
| あさま         | 上野駅 - 長野駅                         | 信越本線           | 1966年10月1日 1972年10月2日  | 1997年10月1日               | 第1次指定 北陸新幹線（高崎駅 - 長野駅間）開業により新幹線の列車名に変更                                                     |
| 白山           | 上野駅 - 金沢駅                         | 信越本線           | 1972年3月15日 1978年10月2日  | 1997年10月1日               | 増発 北陸新幹線（高崎駅 - 長野駅間）開業により運行系統廃止                                                                  |
| ひたち         | 上野駅 - 仙台駅                         | 常磐線             | 1969年10月1日 1972年10月2日  | 1998年12月8日               | 第1次指定 使用車両（485系電車）の運用終了                                                                                   |
| スーパーひたち | 上野駅 - 仙台駅                         | 常磐線             | 1989年3月11日                | 2002年12月1日 2015年3月14日 | 新型車両（651系電車）の運用開始 会社方針                                                                                    |
| あずさ         | 新宿駅 - 松本駅                         | 中央本線           | 1966年12月12日 1973年10月1日 | 2002年12月1日               | 運行本数増加 会社方針 |
| スーパーあずさ | 新宿駅 - 松本駅                         | 中央本線           | 1994年12月3日                | 2002年12月1日 2019年3月16日 | 使用車両変更（E351系電車）による愛称変更 会社方針                                                                           |
| かいじ         | 新宿駅 - 甲府駅                         | 中央本線           | 1988年3月13日                | 2002年12月1日               | 運行系統分割 会社方針 |
| 踊り子         | 東京駅 - 伊豆急下田駅 東京駅 - 修善寺駅 | 伊東線             | 1981年10月1日                | 2002年12月1日               | 新設時より指定 会社方針 |
| わかしお       | 東京駅 - 安房鴨川駅                     | 外房線             | 1972年7月15日 1972年10月2日  | 2002年12月1日               | 第1次指定 会社方針 |
| さざなみ       | 東京駅 - 館山駅                         | 内房線             | 1972年7月15日 1972年10月2日  | 2002年12月1日               | 第1期指定 会社方針 |
| しおさい       | 東京駅 - 銚子駅                         | 総武本線           | 1975年3月10日                | 2002年12月1日               | 新設時より指定 会社方針 |
| あやめ         | 東京駅 - 鹿島神宮駅                     | 成田線・鹿島線     | 1975年3月10日                | 1994年12月3日 2015年3月14日 | 新設時より指定 運行本数減少及び運行時間帯変更                                                                               |

### 東海旅客鉄道（JR東海）
| 列車名 | 主要運行区間      | 主要経由線区 | 運行開始日・指定日          | 指定解除日・運行終了日 | 指定事由・解除事由        |
| ------ | ----------------- | ------------ | --------------------------- | ---------------------- | ------------------------- |
| しなの | 名古屋駅 - 長野駅 | 中央本線     | 1968年10月1日 1973年10月1日 | 2018年3月16日          | 増発・一部電車化 会社方針 |
| ひだ   | 名古屋駅 - 高山駅 | 高山本線     | 1968年10月1日 1990年3月10日 | 2018年3月16日          | 増発 会社方針             |

### 西日本旅客鉄道（JR西日本）
| 列車名   | 主要運行区間          | 主要経由線区         | 運行開始日・指定日           | 指定解除日・運行終了日      | 指定事由・解除事由                                              |
| -------- | --------------------- | -------------------- | ---------------------------- | --------------------------- | --------------------------------------------------------------- |
| つばめ   | 岡山駅 - 熊本駅       | 山陽本線・鹿児島本線 | 1972年3月15日 1972年10月2日  | 1975年3月10日               | 第1次指定 山陽新幹線（岡山駅 - 博多駅間）延伸に伴い運行系統廃止 |
| はと     | 岡山駅 - 下関駅       | 山陽本線             | 1972年3月15日 1972年10月2日  | 1975年3月10日               | 第1次指定 山陽新幹線（岡山駅 - 博多駅間）延伸に伴い運行系統廃止 |
| しおじ   | 新大阪駅 - 下関駅     | 山陽本線             | 1972年3月15日 1972年10月2日  | 1975年3月10日               | 第1次指定 山陽新幹線（岡山駅 - 博多駅間）延伸に伴い運行系統廃止 |
| 雷鳥     | 大阪駅 - 金沢駅       | 湖西線・北陸本線     | 1964年12月25日 1975年3月10日 | 2010年3月13日 2011年3月12日 | 自由席設定開始および増発 使用車両変更による列車名統一           |
| しらさぎ | 名古屋駅 - 金沢駅     | 北陸本線             | 1964年12月25日 1975年3月10日 | 2018年3月16日               | 増発および自由席設定 会社方針                                   |
| 加越     | 米原駅 - 金沢駅       | 北陸本線             | 1975年3月10日                | 2003年10月1日               | 新設時より指定 使用車両変更による列車名統一                     |
| 北近畿   | 新大阪駅 - 城崎温泉駅 | 福知山線・山陰本線   | 1986年11月1日                | 2010年3月13日 2011年3月12日 | 新設時より設定 会社方針                                         |
| くろしお | 新大阪駅 - 新宮駅     | 紀勢本線             | 1978年10月2日                | 2010年3月13日               | 運行系統分割 会社方針                                           |
| やくも   | 岡山駅 - 出雲市駅     | 伯備線               | 1972年10月2日 1975年3月10日  | 2010年3月13日               | 増発 会社方針                                                   |

### 四国旅客鉄道（JR四国）
| 列車名   | 主要運行区間      | 主要経由線区 | 運行開始日・指定日          | 指定解除日・運行終了日 | 指定事由・解除事由                                                             |
| -------- | ----------------- | ------------ | --------------------------- | ---------------------- | ------------------------------------------------------------------------------ |
| しおかぜ | 高松駅 - 宇和島駅 | 予讃線       | 1972年3月15日 1986年11月1日 | 1988年4月10日          | 増発 本四備讃線（児島駅 - 宇多津駅間）開業に伴い山陽新幹線接続特急に変更       |
| しおかぜ | 岡山駅 - 宇和島駅 | 予讃線       | 1988年4月10日               | 2011年3月12日          | 本四備讃線（茶屋町駅 - 宇多津駅間）開業に伴い山陽新幹線接続特急に変更 会社方針 |
| いしづち | 高松駅 - 松山駅   | 予讃線       | 1988年4月10日               | 2011年3月12日          | 本四備讃線（茶屋町駅 - 宇多津駅間）開業に伴い運行系統・列車名変更 会社方針     |
| 宇和海   | 松山駅 - 宇和島駅 | 予讃線       | 1990年11月12日              | 2011年3月12日          | 運行系統変更による列車名変更 会社方針                                          |
| うずしお | 岡山駅 - 徳島駅   | 高徳線       | 1988年4月10日               | 2011年3月12日          | 本四備讃線（茶屋町駅 - 宇多津駅間）開業に伴い山陽新幹線接続特急に変更 会社方針 |
| 南風     | 岡山駅 - 中村駅   | 土讃線       | 1988年4月10日               | 2011年3月12日          | 本四備讃線（茶屋町駅 - 宇多津駅間）開業に伴い山陽新幹線接続特急に変更 会社方針 |
| しまんと | 高松駅 - 中村駅   | 土讃線       | 1988年4月10日               | 2011年3月12日          | 新設時より指定 会社方針                                                        |
| あしずり | 高知駅 - 中村駅   | 土讃線       | 1990年11月12日              | 2011年3月12日          | 運行系統・列車名の変更 会社方針                                                |

### 九州旅客鉄道（JR九州）
| 列車名             | 主要運行区間              | 主要経由線区 | 運行開始日・指定日          | 指定解除日・運行終了日     | 指定事由・解除事由                                                                                 |
| ------------------ | ------------------------- | ------------ | --------------------------- | -------------------------- | -------------------------------------------------------------------------------------------------- |
| 有明               | 博多駅 - 熊本駅           | 鹿児島本線   | 1967年10月1日 1975年3月10日 | 2009年7月1日 2021年3月12日 | 新幹線接続特急に変更 会社方針                                                                      |
| ハイパー有明       | 博多駅 - 西鹿児島駅       | 鹿児島本線   | 1992年3月10日               | 1992年7月15日              | 使用車両変更 運行系統変更                                                                          |
| つばめ             | 博多駅 - 西鹿児島駅       | 鹿児島本線   | 1992年7月15日               | 2004年3月13日              | 運行系統変更による列車名変更 九州新幹線（新八代駅 - 鹿児島中央駅間）開業に伴い新幹線の列車名に変更 |
| リレーつばめ       | 博多駅 - 新八代駅         | 鹿児島本線   | 2004年3月13日               | 2009年7月1日 2011年3月12日 | 九州新幹線（新八代駅 - 鹿児島中央駅間）開業に伴う運行系統・列車名変更 会社方針                     |
| かもめ             | 博多駅 - 長崎駅           | 長崎本線     | 1976年7月1日                | 2009年7月1日 2022年9月22日 | 新設時より指定 会社方針                                                                            |
| みどり             | 博多駅 - 佐世保駅         | 佐世保線     | 1976年7月1日                | 2009年7月1日               | 山陽新幹線接続特急として設定 会社方針                                                              |
| ハウステンボス     | 博多駅 - ハウステンボス駅 | 佐世保線     | 1992年3月25日               | 2009年7月1日               | 新設時より指定 会社方針                                                                            |
| にちりん           | 別府駅 - 宮崎空港駅       | 日豊本線     | 1968年10月1日 1975年3月10日 | 2009年7月1日               | 山陽新幹線接続特急として再設定 会社方針                                                            |
| にちりんシーガイア | 博多駅 - 宮崎空港駅       | 日豊本線     | 1993年3月18日               | 2009年7月1日               | 列車名の変更 会社方針                                                                              |
| ハイパーにちりん   | 博多駅 - 大分駅           | 日豊本線     | 1992年3月10日               | 1995年4月20日              | 使用車両変更 使用車両および運転系統の変更                                                          |
| ソニックにちりん   | 博多駅 - 大分駅           | 日豊本線     | 1995年4月20日               | 1997年3月22日              | 使用車両変更 列車名の変更                                                                          |
| ソニック           | 博多駅 - 大分駅           | 日豊本線     | 1997年3月22日               | 2009年7月1日               | 列車名の変更 会社方針                                                                              |
| きりしま           | 宮崎駅 - 鹿児島中央駅     | 日豊本線     | 1995年4月20日               | 2009年7月1日               | 運行系統変更 会社方針                                                                              |